# The Building of a Tire

The Building of a Tire est un court métrage d'animation américain, sorti le 1er septembre 1946 réalisé par les studios Disney.

## Synopsis
Le film explique l'intérieur d'un pneu en montrant une coupe en section. Puis explique la fabrication de cet élément depuis la plantation d'hévéa jusqu'au pneu prêt à être monter sur un véhicule.

## Fiche technique
- Titre original : The Building of a Tire
- Série : court-métrage publicitaire et/ou éducatif
- Réalisateur : Lou Debney[1]
- Distributeur : Firestone Tire and Rubber Company
- Société de production : Walt Disney Productions
- Date de sortie[1] : 1er septembre 1946
- Format d'image : Couleur (Technicolor)
- Durée : ? min
- Langue : (en)
- Pays :  États-Unis

## Commentaires
Ce film est indiqué comme commercial par les sites The Big Cartoon Database et The Encyclopedia of Disney Animated Shorts tandis que Dave Smith le définit comme un film éducatif.